# Řek Zorba (film)
Řek Zorba (anglicky Zorba the Greek, řecky Αλέξης Ζορμπάς, Alexis Zorbas) je americký film z roku 1964. Film byl natočen podle stejnojmenné novely řeckého spisovatele Nikose Kazantzakise a vychází ze skutečné události. Režisérem filmu byl Kyperský Řek Michalis Kakojannis, hudbu složil Mikis Theodorakis. Film ve vtipném podání charakterizuje typickou řeckou povahu, kterou ztělesňuje právě hlavní postava snímku Alexis Zorbas. Film byl v roce 1965 oceněn třemi Oscary: za vedlejší ženskou roli (Lila Kedrova), Oscar za nejlepší kameru (Walter Lassally) a za výpravu (Vassilis Photopoulos).

## Děj
Děj začíná v přístavu Pireus, kde mladý Brit řeckého původu Basil čeká na loď na ostrov Kréta, kde jeho nebožtík otec vlastnil pozemky s domem a starý opouštěný důl na lignit, který právě Basil chtěl uvést do provozu. Během čekání na loď v přístavu se Basil setká s rázovitým Řekem Alexisem Zorbou (Anthony Quinn). Jde o výmluvného a bláznivého venkovana a bývalého horníka, který si naplno vychutnává radosti života. Po krátké konverzaci Zorba přesvědčí Basila, aby ho zaměstnal, neboť prý zná dobře místní zvyky a bude mu i jinak užitečný. Společně se pak vydají na Krétu. Když přijdou do vesnice, v níž se nachází zmíněný důl, jsou vřele uvítáni místními venkovany, kteří projevují tradiční krétskou pohostinnost. Ubytují se u zestárlé a popletené francouzské herečky madame Hortensie (Lila Kedrova), kterou Zorba přezdívá Bubulina, podle řecké kapitánky z války za nezávislost, Laskariny Bubuliny. Basil se ve vesnici zamiluje do mladé "vdovy" (Irene Papasová). Zorba pak dostane megalomanský nápad, jak získat potřebné dřevo nutné pro provoz dolu. Vydá se do lesa, který je majetkem místního kláštera, opije se s mnichy a přesvědčí je, aby mu dovolili pokácet několik stromů. Jelikož však je les na svahu, Zorba vymyslí samospádový stroj typu dřevařské lanovky, který by dřevo dopravil do na úpatí hory resp. na břeh moře. Celý tento stroj pak chtěl sestavit na základě amatérsky sestrojené makety vyrobené z písku. Basil mu dá peníze, aby šel do města Chania koupit potřebný materiál. Zorba se však cestou zatoulá a nepomýšlel na budoucnost, prohýřil všechny peníze za alkohol a prostitutky. Peníze vesele rozdával různým lidem. Zorba napíše Basilovi, že všechny peníze utratil. Rozzlobený Basil pak madam Hortensii oznámí, že Zorbas si ji chce vzít za ženu. Poté, co se Zorba vrátil do vesnice, se na Basila rozhněval, avšak druhý den na svůj hněv zapomněl a rozhodl se s madame oženit. Mezitím Basil strávil se "vdovou" noc, to se druhý den vesnice dozvěděla a zvláště místní podivín Mimithos (Sotiris Mustakas), který byl do vdovy platonicky zamilován. Celá vesnice pak vdovu obklíčila, snažíc se ji ukamenovat, za to že s Basilem strávila noc (jde o vášnivou žárlivost mnoha místních mužů, kteří byli v minulosti jejími milenci). Jedná se o ukázku tradiční krétské vendety. Zorba však Mimithose odzbrojí a vdovu osvobodí, otočí se a ochází pryč. Vtom však k ní přiskočí Mimithosův otec a zabije ji nožem. Následně umírá i madam Hortensie na pneumonii. Po její smrti si místní ženy rozeberou všechny její věci (až na papouška v kleci). Zorba nakonec sežene materiál na stavbu lanovky a po jistém čase ji dostaví. Celá vesnice se přišla podívat na tento zvláštní stroj a byla vystrojena lidová veselice. Dopravní zařízení bylo ozdobeno množstvím řeckých vlajek. Mnich na hoře pak spustí první kládu, která obrovskou rychlostí vyletí ze stroje do moře. Když však spustí další kmen, celý labilní stroj se rozkmitá az rachotem se celá stavba zhroutí. Tak zároveň ztroskotaly podnikatelské Basilovy a Zorbovy plány. Zorba projeví smutek, ale Basil si z toho nic nedělá a požádá Zorbu, aby ho naučil tancovat. Zorba se zaraduje a společně začnou na pláži s tancem sirtaki a tak zapomenou na starosti. Film končí.

## Postava Zorby
Alexis Zorbas je vymyšlená postava Nikose Kazantzakise, avšak má skutečnou předlohu. Byl jí horník Řek Jorgo Zorbas, z vesnice Katafygi, která leží v kraji Pieria v řecké části Makedonie. Zorba potkal spisovatele Kazantzakise, spřátelili se a společně se vydali za dobrodružstvím do peloponéského dolu. Zorbovy příběhy se staly předlohou pro Kazantzakisovu knihu. Postava Alexise Zorbasa odráží typickou řeckou mentalitu.

## Hudba k filmu
Hudbu k filmu složil známý řecký skladatel Mikis Theodorakis. Šlo o styl sirtaki (viz řecká hudba), který vznikl v 60. letech z předešlého řeckého rembetika. Samotný tanec byl vymyšlen přímo pro tento film a jde o kombinaci lidových řeckých tanců pocházejících z Kréty (syrtos) až Konstantinopole (chasapiko). Díky filmu se styl sirtaki a stejnojmenný tanec zpopularizoval a stal se charakteristickým pro Řecko, stejně jako do tehdy málo rozšířený strunný nástroj buzuki. Píseň Zorba's Dance složená Theodorakisem pro tento film se stala celosvětově známou.